# Agdistis riftvalleyi
Agdistis riftvalleyi là một loài bướm đêm thuộc họ Pterophoridae. Nó được tìm thấy ở Kenya và Yemen.